# Gucci
The House of Gucci, hay được biết đến ngắn gọn là Gucci, là một biểu tượng thời trang sở hữu bởi Ý và Pháp, một nhãn hiệu đồ da nổi tiếng. Gucci được thành lập vào năm 1921 bởi Guccio Gucci tại Florence, Toscana. Dưới sự chỉ đạo của Aldo Gucci (con trai của Guccio), Gucci trở thành một thương hiệu nổi tiếng toàn thế giới, một biểu tượng của Dolce Vita của Ý. Các dòng sản phẩm của hãng bao gồm túi xách, đồ may sẵn, giày dép phụ kiện, đồ trang điểm, nước hoa và đồ trang trí nhà cửa.
Theo tạp chí BusinessWeek, doanh thu của Gucci năm 2006 đã đạt 7 tỉ USD trên toàn cầu và được xếp ở vị trí thứ 46 trong bảng xếp hạng hàng năm "Top 100 sản phẩm" của tạp chí này. Gucci cũng là nhãn hiệu thời trang bán chạy thứ 2 trên thế giới sau LVMH. The House of Gucci đã sáp nhập với công ty Kering của Pháp. Gucci có 425 cửa hiệu trên toàn thế giới. Họ bán sản phẩm của mình thông qua các cửa hàng hội viên.
Vào năm 2019, Gucci đã vận hành 487 cửa hàng cho 17.157 nhân viên và tạo ra doanh thu 9,628 tỷ euro (8,2 tỷ euro vào năm 2018). Marco Bizzarri là Giám đốc điều hành của Gucci từ tháng 12 năm 2014, và giám đốc sáng tạo Alessandro Michele từ tháng 1 năm 2015.

## Lịch sử hình thành

### Khởi đầu

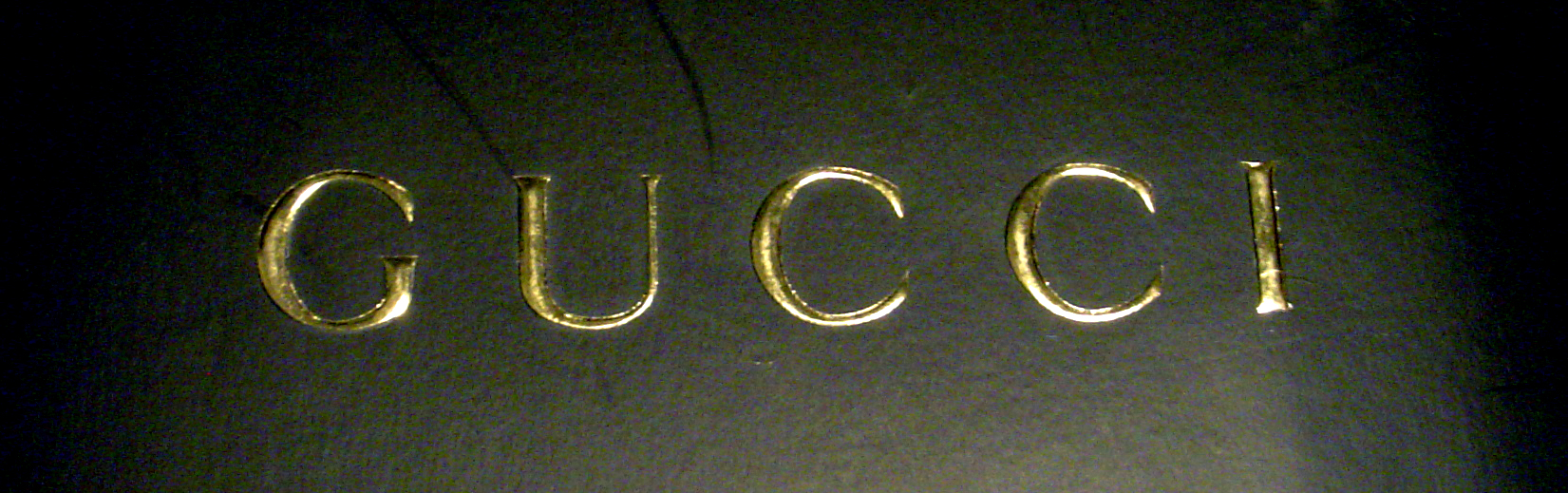
Logo chữ trên hộp.

Gucci do Guccio Gucci sáng lập tại Florence vào năm 1921. Chàng trai người Ý Guccio Gucci di cư sang Paris rồi đến London. Khi làm việc trong những khách sạn sang trọng, ông bị những chiếc va-li hàng hiệu chốn thành thị cuốn hút. Guccio trở về quê hương Florence. Nơi đó có nguồn vật liệu chất lượng cao và những người thợ thủ công khéo léo. Ông mở một cửa hàng bán đồ da với phong cách cổ điển vào năm 1920. Rồi Gucci ra đời.
Guccio Gucci có ba cậu con trai: Aldo Gucci, Vasco Gucci và Rodolfo Gucci. Cùng nhau, họ mở rộng kinh doanh. Những cửa hàng mới mọc lên ở Milan, Rome và Florence. Sản phẩm đặc trưng của Gucci là những chiếc túi xách, giày dép bằng da và các mặt hàng cao cấp bằng lụa và len dạ. Sản phẩm đều làm tay tinh xảo.
Trong suốt Thế chiến thứ hai, Gucci thường sản xuất túi xách bằng vải cotton thay vì bằng da. Thời chiến khó khăn, họ thiếu hụt nguyên liệu. Trong cái khó ló cái khôn. Loại túi xách này trở nên nổi bật nhờ dùng logo hai chữ G và những dải vải xanh đỏ. Sau thế chiến, huy hiệu của Gucci có hình cái khiên và hiệp sỹ mặc áo giáp sắt ở giữa một dải ruy-băng khắc tên công ty. Biểu tượng này trông khá giống với huy hiệu của thành phố Florence.
Năm 1953, Aldo và Rodolfo Gucci khuếch trương công ty mạnh hơn. Họ mở các văn phòng ở New York. Các ngôi sao điện ảnh và hành khách đến Ý trong những năm 1950 và 1960 đã mang hào quang của họ đến Florence. Họ cũng giúp các sản phẩm của Gucci được biết rộng rãi trên thế giới. Các ngôi sao điện ảnh xuất hiện với trang phục, phụ kiện, giày dép của Gucci trên các tạp chí phong cách sống khắp thế giới. Điều này càng giúp cho Gucci phát triển tên tuổi của mình trên toàn cầu.
Gucci nhập khẩu và xử lý da lợn, da dê và da các động vật lạ theo nhiều phương pháp khác nhau. Họ sử dụng chất liệu chống thấm và vải satin cho túi xách buổi tối. Năm 1947, Gucci đã sử dụng tre để làm quai túi xách. Đến năm 1960, những chiếc ví có dây đeo vai và trang trí khóa kim loại được giới thiệu rộng rãi. Giai đoạn 1964, khăn lụa hình bướm, hình hoa của Gucci rất được ưa chuộng. Sau đó, đồng hồ, nữ trang, cà-vạt và mắt kính lần lượt được thêm vào danh mục sản phẩm. Biểu tượng đặc biệt, hai chữ G lồng ngược vào nhau trên khóa thắt lưng và phụ kiện được dùng kể từ năm 1964.

### Những bước ngoặt lớn
Trong suốt những năm 1970, Gucci làm ăn rất phát đạt. Đến thập niên 1980, tranh chấp nội bộ trong gia đình đã đẩy công ty đến bờ vực thảm họa. Maurizio, con trai của Rodolfo Gucci, tiếp quản công ty sau khi cha ông qua đời năm 1983. Ông sa thải người chú Aldo, đang phải ngồi tù vì tội trốn thuế. Tuy nhiên, Maurizio không mấy thành công trong vai trò chủ tịch. Ông buộc phải bán công ty cho Investcorp năm 1988. Tập đoàn đầu tư này có trụ sở tại Bahrain. Đến năm 1993, Maurizio bán luôn phần cổ phiếu còn lại của mình.
Bi kịch chưa dừng lại ở đó, Maurizio bị ám sát ở Milan năm 1995. Vợ ông, Patrizia Reggiani, bị kết tội thuê người ám sát chồng. Nhà đầu tư mới đề bạt Domenico De Sole, luât sư của gia đình Gucci, làm chủ tịch Gucci ở Mỹ năm 1994. Ông trở thành tổng giám đốc điều hành từ năm 1995.

#### Xây dựng lại thương hiệu
Năm 1989, Gucci mời Dawn Mello làm biên tập và thiết kế dòng quần áo may sẵn. Mục đích việc này nhằm cải tổ và lấy lại danh tiếng cho thương hiệu. Dawn Mello thấy rõ dù thương hiệu xuống cấp, nhưng giá trị của nó vẫn tiềm năng. Bà thuê Tom Ford làm nhà thiết kế cho dòng hàng may sẵn năm 1990. Sau đó, Tom Ford được cất nhắc lên làm giám đốc sáng tạo vào năm 1994.
Trước khi Dawn Mello trở lại vị trí chủ tịch Bergdorf Goodman, tập đoàn bán lẻ của Mỹ, bà dời trụ sở chính của Gucci. Thay vì đứng chân tại trung tâm kinh tế Milan, Gucci quay về Florence, nơi bắt nguồn những truyền thống thủ công. Cùng với Tom Ford, bà cũng cắt giảm các mặt hàng của Gucci từ 20.000 xuống còn 5.000 sản phẩm.

#### Trở lại thời kỳ vàng son
Năm 1997, Gucci có 76 cửa hàng trên toàn thế giới cùng với rất nhiều hợp đồng cấp phép chính thức. Ford cùng với De Sole đưa ra những quyết định tài chính quan trọng. Tập đoàn Gucci mua lại Yves Saint Laurent Rive Gauche, Bottega Veneta, Boucheron, Sergio Rossi và là đồng sở hữu Stella McCartney, Alexander McQueen và Balenciaga.
Tháng 3–2004, Gucci thông báo thay thế Tom Ford bằng một những nhà thiết kế trẻ. Họ là thành viên đội ngũ thiết kế của công ty.
Năm 2005, Frida Giannini được đề bạt làm giám đốc sáng tạo cho dòng sản phẩm thời trang may sẵn của nữ và dòng phụ kiện. Một năm sau, bà nắm luôn dòng thời trang may sẵn cho nam. Và bà trở thành giám đốc sáng tạo của thương hiệu Gucci.

## Các dòng sản phẩm
- Thời trang
  - Gucci
  - Yves Saint Laurent
  - Sergio Rossi
  - Bottega Veneta
  - Alexander McQueen
  - Stella McCartney
  - Balenciaga
- Nước hoa
  - Roger & Gallet
  - Boucheron
  - Ermenegildo Zegna
  - Oscar de la Renta
  - Van Cleef & Arpels
  - Fendi
  - Armani
- Đồng hồ
  - Bedat & Co